# Championnat du Maroc de football 2012-2013
Navigation
Édition précédente Édition suivante
La saison 2012-2013 de la Botola Pro est la 97e édition du Championnat du Maroc de football. Il s'agit de la 2e édition du championnat sous l'ère professionnelle. Le Raja CA remporte le 11e titre de son histoire.

## Tirage au sort
La FRMF a annoncé que le tirage au sort des deux divisions se tiendra le jeudi 23 août à 20h au studio de la chaîne Arryadia.

## Les clubs participants
Légende des couleurs
- Ligue des champions de la CAF 2013
- Ligue des champions de la CAF 2013
- Coupe de la confédération 2013
- Qualifié pour la Coupe de l'UAFA 2012-2013
- Promu de GNF 2

| Club                   | Classement 2011-2012 | Entraîneur                                                         | Stade                          | Capacité | Dernière montée |
| ---------------------- | -------------------- | ------------------------------------------------------------------ | ------------------------------ | -------- | --------------- |
| MA Tétouan             | 1                    | Aziz El Amri                                                       | Stade Saniat Rmel              | 10 000   | 2005            |
| Fath US                | 2                    | Jamal Sellami                                                      | Stade Moulay Abdallah          | 65 000   | 2009            |
| Wydad AC               | 3                    | Benito Floro Rachid Daoudi et Mustapha Chahid Badou Zaki           | Stade Mohamed V                | 80 000   | 1942            |
| Raja CA                | 1                    | M'hamed Fakhir                                                     | Stade Mohamed V                | 80 000   | 1956            |
| Difaâ d'El Jadida      | 5                    | Jaouad Milani                                                      | Stade El Abdi                  | 10 000   | 2005            |
| Maghreb de Fès         | 6                    | Abdelghani Naciri Azzedine Aït Djoudi                              | Complexe sportif de Fès        | 45 000   | 2006            |
| AS FAR Club            | 7                    | Rachid Taoussi Abderrazak Khairi                                   | Stade Moulay Abdallah          | 65 000   | 1959            |
| Olympique de Safi      | 8                    | Abdelhadi Sektioui Lauran Kojer                                    | Stade El Massira               | 10 000   | 2004            |
| OC Khouribga           | 9                    | François Bracci Fouad Sahabi                                       | Stade du Phosphate             | 10 000   | 1995            |
| CODM de Meknès         | 10                   | Abderrahim Talib Youssef Lemrini                                   | Stade d'Honneur                | 20 000   | 2011            |
| KAC de Kénitra         | 11                   | Youssef Lemrini Abdelkader Youmir Zoran Vujovic                    | Stade municipal de Kénitra     | 15 000   | 2007            |
| Hassania d'Agadir      | 12                   | Mustapha Madih                                                     | Stade Al Inbiaate              | 10 000   | 1996            |
| Chabab Rif Al Hoceima  | 13                   | Hicham El Idrissi Mustapha Dars                                    | Stade Mimoun Al Arsi           | 12 500   | 2010            |
| Wydad de Fès           | 14                   | Mohamed Amine Benhachem Mustapha El Haddaoui Charles Albert Rosley | Complexe sportif de Fès        | 45 000   | 2009            |
| Raja de Beni Mellal    | 1 (GNF 2)            | Abderrazak Khairi Fakhreddine Rajhi                                | Stade d'honneur de Beni Mellal | 15 000   | 2012            |
| Renaissance de Berkane | 1 (GNF 2)            | Aziz El Khayati Abderrahim Talib                                   | Stade municipal de Berkane     | 10 000   | 2012            |

## Classement
mis à jour le 2 juin 2013
| Rang | Équipe                  | Pts | J  | G  | N  | P  | Bp | Bc | Diff |
| ---- | ----------------------- | --- | -- | -- | -- | -- | -- | -- | ---- |
| 1    | Raja CA                 | 66  | 30 | 19 | 9  | 2  | 56 | 24 | +32  |
| 2    | AS FAR                  | 62  | 30 | 17 | 11 | 2  | 34 | 18 | +16  |
| 3    | MAS de Fès              | 48  | 30 | 11 | 15 | 4  | 36 | 27 | +9   |
| 4    | Wydad AC                | 48  | 30 | 13 | 9  | 8  | 31 | 22 | +9   |
| 5    | MA Tétouan T            | 46  | 30 | 11 | 13 | 6  | 40 | 28 | +12  |
| 6    | Fath US V               | 41  | 30 | 11 | 8  | 11 | 31 | 27 | +4   |
| 7    | RS Berkane P            | 40  | 30 | 10 | 10 | 10 | 30 | 31 | -1   |
| 8    | Chabab Rif Al Hoceima   | 36  | 30 | 8  | 12 | 10 | 28 | 31 | -3   |
| 9    | DH El Jadida CdT        | 35  | 30 | 9  | 8  | 13 | 28 | 32 | -4   |
| 10   | HUS Agadir              | 34  | 30 | 5  | 19 | 6  | 24 | 26 | -2   |
| 11   | Wydad de Fès            | 33  | 30 | 7  | 12 | 11 | 25 | 32 | -7   |
| 12   | OC Safi                 | 32  | 30 | 7  | 11 | 12 | 36 | 48 | -12  |
| 13   | OC Khouribga            | 30  | 30 | 5  | 15 | 10 | 27 | 33 | -6   |
| 14   | KAC de Kénitra          | 27  | 30 | 5  | 12 | 13 | 23 | 35 | -12  |
| 15   | CODM de Meknès ↓        | 25  | 30 | 5  | 10 | 15 | 25 | 40 | -15  |
| 16   | Raja de Beni Mellal P ↓ | 24  | 30 | 4  | 12 | 14 | 22 | 42 | -20  |

Qualifications africaines
- Ligue des champions de la CAF 2014
- Ligue des champions de la CAF 2014
- Coupe de la confédération 2014
- Coupe de la confédération 2014
- Relégation en Botola 2 2013-2014

Abréviations
T : Tenant du titre

V : Vice-champion

CdT : Vainqueur de la Coupe du Trône 2012-2013

P : Promus de Botola 2 2011-2012
Le 25 mai 2013, le Raja de Casablanca est le champion du Maroc pour la 11e fois.

### Résultats
| Résultats (▼dom., ►ext.)                                   | MAS | WAF | FAR | FUS | WAC | RCA | KAC | OCK | OCS | DHJ | MAT | RSB | HUSA | CRA | CODM | RBM |
| Maghreb de Fès                                             |     | 2-0 | 2-0 | 1-0 | 1-0 | 0-0 | 0-0 | 2-0 | 3-2 | 1-0 | 0-2 | 1-1 | 1-1  | 4-1 | 0-0  | 2-2 |
| Wydad de Fès                                               | 1-1 |     | 1-0 | 2-0 | 1-0 | 0-2 | 0-0 | 0-0 | 2-0 | 1-1 | 2-1 | 0-1 | 0-0  | 1-1 | 1-2  | 1-1 |
| AS FAR Club                                                | 1-1 | 1-0 |     | 2-2 | 2-0 | 1-1 | 1-0 | 2-1 | 0-0 | 1-0 | 1-0 | 2-0 | 1-0  | 2-1 | 2-1  | 2-1 |
| FUS de Rabat                                               | 2-1 | 4-0 | 0-1 |     | 2-1 | 0-2 | 1-0 | 0-0 | 1-1 | 3-0 | 3-2 | 3-0 | 1-2  | 1-1 | 2-0  | 1-0 |
| Wydad de Casablanca                                        | 0-0 | 1-0 | 0-1 | 1-0 |     | 1-1 | 1-2 | 2-1 | 4-1 | 1-0 | 2-0 | 0-1 | 1-1  | 1-0 | 3-0  | 1-0 |
| Raja de Casablanca                                         | 2-1 | 2-1 | 1-1 | 3-0 | 1-1 |     | 4-2 | 2-1 | 2-2 | 2-1 | 3-1 | 3-2 | 2-0  | 3-1 | 3-0  | 3-0 |
| KAC de Kénitra                                             | 1-1 | 1-1 | 0-0 | 0-1 | 1-1 | 1-1 |     | 1-0 | 1-2 | 0-0 | 1-1 | 1-2 | 1-0  | 0-2 | 2-2  | 4-0 |
| Olympique de Khouribga                                     | 2-2 | 0-0 | 1-1 | 2-1 | 0-0 | 1-3 | 3-0 |     | 2-1 | 2-2 | 0-0 | 0-0 | 1-1  | 2-1 | 3-1  | 2-2 |
| Olympique de Safi                                          | 4-1 | 3-1 | 1-1 | 0-0 | 0-2 | 1-2 | 2-0 | 0-0 |     | 0-1 | 2-1 | 1-1 | 0-0  | 1-3 | 3-2  | 4-2 |
| Difaa d'El Jadida                                          | 1-2 | 3-1 | 1-2 | 1-1 | 1-1 | 1-4 | 2-0 | 1-0 | 4-0 |     | 1-3 | 0-0 | 1-1  | 1-0 | 1-0  | 0-1 |
| Moghreb de Tétouan                                         | 1-1 | 2-1 | 1-1 | 1-0 | 1-1 | 1-0 | 2-0 | 0-0 | 4-0 | 1-1 |     | 1-1 | 2-1  | 1-1 | 2-0  | 4-2 |
| Renaissance de Berkane                                     | 1-1 | 1-2 | 0-1 | 1-0 | 0-1 | 1-1 | 1-0 | 3-1 | 1-0 | 0-1 | 0-0 |     | 2-1  | 2-1 | 3-4  | 0-0 |
| Hassania d'Agadir                                          | 0-0 | 0-0 | 1-1 | 2-0 | 1-1 | 1-0 | 0-0 | 1-1 | 2-2 | 1-0 | 1-3 | 3-2 |      | 1-1 | 1-1  | 0-0 |
| Chabab Rif Al Hoceima                                      | 1-1 | 0-0 | 0-0 | 0-0 | 0-1 | 1-1 | 2-1 | 2-0 | 2-2 | 1-0 | 1-1 | 1-0 | 0-0  |     | 2-1  | 1-0 |
| CODM de Meknès                                             | 1-2 | 1-1 | 1-2 | 0-0 | 0-1 | 0-1 | 1-2 | 2-1 | 2-0 | 0-1 | 1-1 | 0-0 | 0-0  | 2-0 |      | 0-0 |
| Raja de Beni Mellal                                        | 0-1 | 1-4 | 0-1 | 0-2 | 3-1 | 0-1 | 1-1 | 0-0 | 1-1 | 2-1 | 0-0 | 1-3 | 1-1  | 1-0 | 0-0  |     |
| - Victoire à domicile - Match nul - Victoire à l'extérieur |     |     |     |     |     |     |     |     |     |     |     |     |      |     |      |     |

## Statistiques individuelles
| Khalid Askri Noussir Konaté Oulhaj Kerrouchi Kouko Saidi Aqqal Abourazzouk Hamdallah Kaddioui |
| Équipe type                                                                                   |
| Khalid Askri Noussir Konaté Oulhaj Kerrouchi Kouko Saidi Aqqal Abourazzouk Hamdallah Kaddioui |

### Classement des buteurs
mis à jour le 2 juin 2013
| Rang            | Joueur                 | Club               | Buts |   |
| --------------- | ---------------------- | ------------------ | ---- | - |
| 1               | Abderrazak Hamdallah * | Olympique de Safi  | 15   |   |
| 2               | Bilal Biat             | KAC de Kénitra     | 12   |   |
| 3               | Salaheddine Aqqal      | AS FAR Club        | 11   | 4 |
| Zakaria Hadraf  | Difaâ d'El Jadida      | 10                 |      | 4 |
| Ibrahima Ndione | Olympique de Safi      | 10                 |      | 4 |
| Mustapha Kondi  | Renaissance de Berkane | 10                 |      |   |
| 7               | Mouhcine Iajour        | Raja CA            | 9    |   |
| 7               | Hamza Abourazzouk      | Raja CA            | 9    |   |
| 7               | Hossamdine Sanhaji     | Moghreb de Tétouan | 9    |   |
| 7               | Abdessalam Benjelloun  | FUS de Rabat       | 9    |   |

Abderrazak Hamdallah * a quitté l'Olympique de Safi au cours de la 20e journée.

### Statistiques
- Nombre de buts : 496 (soit 2.06 par match)
- Buts de joueurs étrangers : 88 buts (soit 17 % du total des buts inscrits)
- Buts selon les mi-temps :
  - 1re mi-temps : 109 buts
  - 2e mi-temps : 387 buts
- Meilleure attaque : RCA 56
- Meilleure défense : FAR 18
- Les plus longues séries :
  - Victoires : RCA - FAR 5
  - Nuls : MAT - OCK - HUSA 4
  - Défaites : RSB 5
- Les joueurs les plus actifs : Nabil El Oualji (CODM), Oussama Mezkouri (OCK), Zakaria Hadraf (DHJ)
- Le meilleur buteur : Abderrazak Hamed Allah (OCS) 15
- Le meilleur passeur : Chem-Eddine Chtibi (RCA) 8
- Le joueur le plus averti : Younes Mankari (WAC), Mohammed Ali Bamaamar (MAS), Salaheddine Saidi (FAR) 11
- Le joueur le plus expulsé : Adil Sarraj (RSB), Jalal Daoudi (DHJ), Mourad Ainy (RBM), Hossamdine Senhaji (MAT), Rachid Briguel (WAF), Jamal Abidi (HUSA), Moulay Ali Jaâfari (CRA), Younes Mankari (WAC) 2
- Le meilleur buteur de la tête : Hamza Abourazzouk (RCA) 4
- Le meilleur tireur de penalty : Abderrazak Hamed Allah (OCS), Abdelmoula Berrabeh (RSB) 4
- Le meilleur tireur de coup franc : Abderrahmane Mssassi (MAS), Mehdi Namli (MAT), Rafik Abdessamad (OCS), Azzeddine Hissa (HUSA), Abdessamad El Moubarki (CRA) 2
- Le meilleur buteur du pied droit : Abderrazak Hamed Allah (OCS) 8
- Le meilleur buteur du pied gauche : Mustapha Kondi (RSB) 5
- Le plus victorieux : 
  - Général : RCA 19
  - Domicile : RCA 12
  - Extérieur : RCA 7
- Les moins vaincus :
  - Général : FAR 2
  - Domicile : MAT 0
  - Extérieur : RCA 2
- Le champion des nuls :
  - Général : HUSA 18
  - Domicile : HUSA 9
  - Extérieur : HUSA 9
- Le plus fair-play : 
  - KAC 64  3   0e
  - RCA 40  0   0e
  - KAC 30  0   0e
- Le moins fair-play : 
  - RSB 84  9   0e
  - RSB 37  6   0e
  - OCS 42  6   0e

## Sponsors maillots et équipementiers
| Club                   | Équipementier | Principaux sponsors                                                                                      |
| ---------------------- | ------------- | --- |
| Difaâ d'El Jadida      | Adidas        | Groupe OCP , Prodec , Koutoubia                                                                          |
| Chabab Rif Al Hoceima  |               | Al Omrane, Koutoubia, Multicerame, RifIskan                                                              |
| AS FAR Club            | Uhlsport      | |
| FUS de Rabat           | Lotto         | Crédit agricole, ONCF, CGI, Marjane, Sama Dubai, SNTL                                                    |
| Hassania d'Agadir      | Puma          | Afriquia Gaz, Lousra, Hotel Argana, ONP                                                                  |
| Raja de Beni Mellal    | Joma          | Maroc Télécom                                                                                            |
| Renaissance de Berkane | Nike          | |
| KAC de Kénitra         |               | Koutoubia                                                                                                |
| CODM de Meknès         | Joma          | Valencia Jus                                                                                             |
| Maghreb de Fès         | Lotto         | Saiss lait, SANAD , Afej, Anassi, Kitéa géant, Wafa immobilier, Facop                                    |
| Moghreb de Tétouan     | King          | Goldvision , Coca-Cola, Hyundai , Super Sport                                                            |
| OC Khouribga           | Nike          | Groupe OCP                                                                                               |
| Olympique de Safi      |               | Groupe OCP , Fitco                                                                                       |
| Raja de Casablanca     | Lotto         | Siera, Marsa Maroc, Hyundai, Coca-Cola, Wafasalaf, Koutoubia, Maroc Telecom, Nor'dar, Koutoubia, Atlanta |
| Wydad AC               | Adidas        | Ingelec, KIA Motors, Coca-Cola, Hotel Ibis, Alliance Immobilier, Mobilia                                 |
| Wydad de Fès           |               | |

## Bilan de la saison
| Championnat du Maroc de football 2012-2013                        |                     |
| Champion                                                          | Raja CA (11e titre) |
| Coupes et trophées                                                |                     |
| Vainqueur de la Coupe du Trône 2012-2013                          | DH Jadida           |
| Qualifications continentales                                      |                     |
| Ligue des champions de la CAF 2014                                | Raja CA             |
| Ligue des champions de la CAF 2014                                | AS FAR              |
| Coupe de la confédération 2014                                    | DH Jadida           |
| Coupe de la confédération 2014                                    | MAS de Fès          |
| Coupe de l'UAFA 2013-2014                                         | Wydad AC            |
| Coupe de l'UAFA 2013-2014                                         | MA Tétouan          |
| Promotions et relégations                                         |                     |
| Promus en Championnat du Maroc de football                        | CA Khénifra         |
| Promus en Championnat du Maroc de football                        | IZ Khémisset        |
| Relégués en Championnat du Maroc de football de deuxième division | COD Meknès          |
| Relégués en Championnat du Maroc de football de deuxième division | Raja BM             |